# Autobahn Raser IV
Autobahn Raser IV (auch bekannt als Autobahn Raser IV: Mit Vollgas durch die Innenstadt) ist ein Arcade-Rennspiel, das im Jahr 2002 von Davilex Games entwickelt und von Koch Media für Microsoft Windows und die PlayStation 2 veröffentlicht wurde. Es ist der vierte Teil der Autobahn-Raser-Reihe, die insbesondere im deutschsprachigen Raum durch ihren humorvollen Umgang mit Straßenverkehr und Polizei bekannt wurde.

## Spielprinzip
Autobahn Raser IV folgt dem klassischen Arcade-Rennspielprinzip und bietet dem Spieler die Möglichkeit, sich in rasanten Rennen durch fiktive Nachbildungen von deutschen Städten zu stürzen. Das Ziel besteht darin, mit einem Fahrzeug möglichst schnell von einem Startpunkt zu einem Ziel zu gelangen, wobei der Spieler verschiedene Verkehrshindernisse und Polizeikontrollen überwinden muss. Während des Spiels können die Spieler zwischen verschiedenen Fahrzeugen wählen, die sie entweder durch den Abschluss von Rennen freischalten oder zu Beginn des Spiels auswählen können. Es stehen mehrere Spielmodi zur Verfügung, darunter Karriere, in der der Spieler gegen andere Fahrer antritt und neue Autos und Strecken freischaltet, sowie Einzelrennen und Multiplayer. Das Spiel bietet zudem verschiedene Schwierigkeitsgrade, um sowohl Anfänger als auch erfahrene Spieler herauszufordern.

## Entwicklung
Autobahn Raser IV wurde von dem niederländischen Entwicklerstudio Davilex Games entwickelt, das in den frühen 2000er-Jahren für seine budgetfreundlichen Rennspiele bekannt war. Die Entwicklung basierte auf einer hauseigenen 3D-Engine, die bereits in den vorherigen Titeln der Reihe zum Einsatz kam. Ein Schwerpunkt lag auf einer zugänglichen Steuerung und einer arcadelastigen Fahrphysik, die zusammen mit dem hohen Wiedererkennungswert deutscher Städte ein schnelles und unkompliziertes Spielerlebnis ermöglichten.
Das Spiel wurde am 31. Dezember 2002 in Deutschland von Koch Media veröffentlicht und war für Windows-PC und PlayStation 2 erhältlich. Die PC-Version wurde vollständig lokalisiert und vor allem im deutschsprachigen Raum vertrieben.

## Spielwelt
Autobahn Raser IV bietet eine Vielzahl von Rennstrecken, die fiktive Nachbildungen deutscher Städte sowie internationaler Metropolen darstellen. Zu den im Spiel enthaltenen Städten gehören Berlin, München und Hamburg. Zusätzlich gibt es drei Bonusstrecken in Paris, London und Las Vegas.

### Städte und Strecken
| Strecke   | Typ          | Besonderheiten                                                            |
| --------- | ------------ | ------------------------------------------------------------------------- |
| Berlin 1  | Stadtstrecke | Erste Strecke in Berlin, mit vielen Sehenswürdigkeiten                    |
| Berlin 2  | Stadtstrecke | Erweiterung der ersten Berliner Strecke mit zusätzlichem Verkehr          |
| Hamburg 1 | Stadtstrecke | Streckenführung durch Hamburg mit vielen engen Kurven                     |
| Hamburg 2 | Stadtstrecke | Weitere Hamburger Strecke mit zusätzlicher Schwierigkeit                  |
| Köln 1    | Stadtstrecke | Führt durch das Stadtzentrum von Köln, mit dem Kölner Dom als Wahrzeichen |
| Köln 2    | Stadtstrecke | Erweiterte Strecke durch Köln, zunehmend mit Polizeikontrollen            |
| München 1 | Stadtstrecke | Streckenführung durch München mit Sehenswürdigkeiten wie dem Siegestor    |
| München 2 | Stadtstrecke | Komplexere Strecke durch München, mit engeren Kurven und mehr Verkehr     |
| Paris     | Bonusstrecke | Fiktive Nachbildung von Paris für zusätzliche Herausforderungen           |
| London    | Bonusstrecke | Fiktive Nachbildung von London mit vielen engen Straßen                   |
| Las Vegas | Bonusstrecke | Eine Nachbildung des berühmten Las Vegas Strip                            |

## Fahrzeuge
In Autobahn Raser IV können Spieler aus einer Vielzahl von fiktiven Fahrzeugen wählen, die an bekannte Sport- und Supersportwagen aus der realen Welt angelehnt sind. Jedes Fahrzeug bietet unterschiedliche Fahreigenschaften, die es den Spielern ermöglichen, sich auf verschiedene Rennszenarien wie schnelle Autobahnrennen oder Stadtstrecken einzustellen.
Die Fahrzeuge im Spiel umfassen Sportwagen, Muscle-Cars, Limousinen und Cabriolets, wobei jedes Modell in Bereichen wie Beschleunigung, Handling und Maximalgeschwindigkeit variieren kann. Zudem können die Autos mit Nitro ausgestattet, in der Farbe angepasst und mit Bodykits versehen werden, um die Leistung zu optimieren und das äußere Erscheinungsbild zu individualisieren.
Spieler haben die Möglichkeit, ihre Fahrzeuge im Laufe des Spiels weiter anzupassen, um sie an ihren Fahrstil und die jeweiligen Herausforderungen der Strecken anzupassen.

## Rezeption
Autobahn Raser IV wurde von Fachzeitschriften überwiegend negativ bewertet. Die Redaktion von 4Players bemängelte die unrealistische Fahrphysik, die unpräzise Steuerung und die technischen Mängel wie niedrige Frameraten und Abstürze. Besonders kritisiert wurde die mangelhafte Künstliche Intelligenz der Gegner, die zu absurden Spielsituationen führte.
Auch die Gamezone-Redaktion äußerte sich negativ. Sie bemängelte technische Probleme, wie das häufige Abstürzen des Spiels, und die niedrige Framerate. Zudem wurde die Steuerung als wenig ausgereift beschrieben, und die Städte im Spiel seien grafisch schwach umgesetzt. Positiv hervorgehoben wurde lediglich der Soundtrack.
Die Redaktion von PC Games bemerkte, dass einige Strecken aus den Vorgängern importiert wurden.
Simon Biedermann von M! Games kritisierte die kontrastarme Grafik ohne Wiedererkennungswert und grobe Steuerung auf der PlayStation 2.
Auch der Stern urteilte negativ. Es bleibe schleierhaft, wie bei der stümperhaften Umsetzung die Reihe derart populär sei. Insbesondere technische Mängel und unzeitgemäße Grafik verderben den Spaß am Spiel.